# Salix lacus-tari
Salix lacus-tari är en videväxtart som beskrevs av Maassoumi och Kazempour. Salix lacus-tari ingår i släktet viden, och familjen videväxter. Inga underarter finns listade i Catalogue of Life.